# Current Biology
Current Biology (em português: "biologia atual") é uma revista científica revisada por pares publicada quinzenalmente que abrange todas as áreas da biologia, principalmente biologia molecular, biologia celular, genética, biologia evolutiva, neurobiologia e ecologia. A revista inclui artigos de pesquisa, diversos artigos de revisão, incluindo uma seção editorial. Esta publicação foi criada em 1991 pelo grupo Current Science, sendo adquirida pela Elsevier em 1998, e desde 2001 faz parte da Cell Press, uma subsidiária da Elsevier.
De acordo com o Journal Citation Reports, a revista possuía um fator de impacto de 10.834, em 2020. Foi categorizado como um "periódico de alto impacto" pelo Superfund Research Program.